# Asylum (álbum de Disturbed)
Asylum es el quinto álbum de estudio de la banda estadounidense de heavy metal Disturbed. Tomando inspiración de otros aspectos de la vida del vocalista David Draiman, Asylum tiene la intención de tomar una nueva dirección en la carrera de la banda, en coherencia con anteriores álbumes de la banda. El álbum fue lanzado el 31 de agosto de 2010 en los Estados Unidos a través de Reprise Records. Un tour para promocionar el álbum, titulado Asylum Tour, comenzado a finales de agosto de 2010.
Asylum debutó en el número uno en el Billboard 200 con ventas de aproximadamente 179.000, según Nielsen Soundscan. Este es el cuarto álbum de la banda en convertirse en número uno de manera consecutiva en los Estados Unidos.
Los otros dos grupos a llevar a cabo esta hazaña son Metallica y Dave Matthews Band. 
Su primer sencillo fue "Another Way to Die", el cual hace referencia al calentamiento global y a sus efectos sigue sufriendo nuestro planeta, y nuestra irresponsabilidad con respecto a esto.
El segundo fue "The Animal" el cual trata de la transformación de un hombre en bestia a la luz de la luna, lo cual lo fortalece.
El tercero fue "Asylum" donde un hombre con problemas mentales trata de huir del tormento del manicornio. Al final, su única salida es la muerte. La canción es la secuela de "Remnants", que es la pista instrumental que abre el álbum. 
El cuarto y último sencillo fue "Warrior", donde se relata la vida de un guerrero con la fe de llegar a su meta.

## Lista de canciones
Todas las Canciones fueron compuestas por David Draiman, Mike Wengren y John Moyer.
1. "Remnants" ("Restos") - 2:43
2. "Asylum" ("Manicomio") - 4:36
3. "The Infection" ("La Infección") - 4:08
4. "Warrior" ("Guerrero") - 3:24
5. "Another Way to Die" ("Otra manera De Morir") - 4:13
6. "Never Again" ("Nunca Más") - 3:33
7. "The Animal" ("El Animal") - 4:13
8. "Crucified" ("Crucificado") - 4:37
9. "Serpentine" ("Serpentina") - 4:09
10. "My Child" ("Mi Hijo") - 3:18
11. "Sacrifice" ("Sacrificio") - 4:00
12. "Innocence" ("Inocencia") - 4:31

### Créditos
- David Draiman – voz, coproductor.
- Dan Donegan – guitarra líder, productor.
- John Moyer – bajo
- Mike Wengren – batería, voz, coproductor.

## Posicionamiento en listas
| Año (2010)                      | Mejor posición |
| ------------------------------- | -------------- |
| Australian Albums Chart         | 2              |
| Austrian Albums Chart           | 3              |
| Belgian Albums Chart (Flanders) | 21             |
| Belgian Albums Chart (Wallonia) | 31             |
| Canadian Albums Chart           | 2              |
| Danish Albums Chart             | 8              |
| Dutch Albums Chart              | 22             |
| European Top 100 Albums         | 7              |
| Finnish Albums Chart            | 2              |
| German Albums Chart             | 4              |
| Greece Albums Chart             | 10             |
| Irish Albums Chart              | 16             |
| Italian Albums Chart            | 57             |
| New Zealand Albums Chart        | 1              |
| Norwegian Albums Chart          | 17             |
| Spanish Albums Chart            | 56             |
| Swedish Albums Chart            | 7              |
| Swiss Albums Chart              | 14             |
| UK Albums Chart                 | 7              |
| US Billboard 200                | 1              |
| US Alternative Albums Chart     | 1              |
| US Digital Albums Charts        | 1              |
| US Hard Rock Albums Chart       | 1              |
| US Rock Albums Chart            | 1              |

### Certificaciones
| País           | Certificación |
| -------------- | ------------- |
| Australia      | Oro           |
| Nueva Zelanda  | Oro           |
| Estados Unidos | Oro           |